# فهرست شرکت‌های هواپیمایی سوریه
این فهرست شامل شرکت‌های هواپیمایی سوریه است که اکنون فعال‌اند:

## شرکت‌های هواپیمایی مسافربری
| شرکت هواپیمایی  | تصویر | یاتا | ایکائو | شناسه     | آغاز فعالیت |
| --------------- | ----- | ---- | ------ | --------- | ----------- |
| هواپیمایی سوریه |       | RB   | SYR    | SYRIANAIR | ۱۹۴۷        |

## شرکت‌های هواپیمایی چارتر
| شرکت هواپیمایی | تصویر | یاتا | ایکائو | شناسه    | آغاز فعالیت |
| -------------- | ----- | ---- | ------ | -------- | ----------- |
| شام وینگز      |       | 6Q   | SAW    | SHAMWING | ۲۰۰۹        |